# Villafufre
Villafufre – gmina w Hiszpanii, w prowincji Kantabria, w Kantabrii, o powierzchni 30,08 km². W 2011 roku gmina liczyła 1103 mieszkańców.